# Han Ga-in
Đây là một tên người Triều Tiên, họ là Kim.
Kim Hyun-joo (sinh ngày 2 tháng 2 năm 1982) với nghệ danh Han Ga-in là nữ diễn viên, người mẫu Hàn Quốc. Nghệ danh của cô được đặt do tên khai sinh trùng với nữ diễn viên Kim Hyun Joo.

## Học vấn
Han Ga-in theo học trường tiểu học Seoul Gusan (서울구산초등학교), Sunjung Middle School (선정중학교) và Baehwa Girls' High School (배화여자고등학교). 
Ngày 22 tháng 12 năm 2000, khi học lớp 12, Han Ga-in tham gia chương trình Rung chuông vàng của đài KBS1 và thể hiện khả năng khi lên tới nấc thứ 34. Cô đã đạt số điểm 384/400 trong kỳ thi đại học CSAT.

## Sự nghiệp
Khi Han Ga In lên hình trong chương trình Rung chuông vàng đã thu hút sự chú ý của khán giả. Nhân viên của các công ty giải trí ngay lập tức chú ý đến cô và đã tới trường mời cô ký hợp đồng.
Han Ga In xuất hiện trong quảng cáo cho hãng hàng không Asiana Airlines vào năm 2002, nhận vai diễn trong phim truyền hìnhSunshine Hunting của đài KBS. Tại lễ trao giải cuối năm 2003 của đài KBS, cô giành giải thưởng Nữ diễn viên mới xuất sắc nhất với phim Khăn tay vàng và giải Nữ diễn viên xuất sắc nhất trong Terms of Endearment năm 2004.
Năm 2012 được coi là năm thành công nhất trong sự nghiệp diễn xuất của Han Ga In. Trong phim truyền hình cổ trang ăn khách Mặt trăng ôm mặt trời, cô vào vai nữ pháp sư xinh đẹp Yeon-woo. Bộ phim kết thúc bằng tỷ suất người xem ấn tượng trong tập cuối đạt gần 40%. Sau đó cô tham gia phim diên ảnh Architecture 101 nhận được phản hồi tốt và đạt kỷ lục doanh thu phòng vé cao nhất ở thể loại phim tình cảm buồn (melodrama). Với Han Ga In, nhân vật Seo-yeon mà cô đảm nhận có nét tính cách khá giống với cô ở ngoài đời.
Cô ký hợp đồng với công ty J. One Plus Entertainment từ năm 2009 đến năm 2011, và khi hết hạn hợp đồng, Han Ga in gia nhập công ty BH Entertainment của nam diễn viên Lee Byung-hun vào tháng 12 năm 2012.

## Đời tư
Han Ga In kết hôn với nam diễn viên Yeon Jung-hoon, là bạn diễn cùng cô trong phim Khăn tay vàng vào ngày 26 tháng 4 năm 2005.

## Danh sách phim

### Phim truyền hình
| Năm  | Tựa đề                          | Vai          | Kênh |
| ---- | ------------------------------- | ------------ | ---- |
| 2002 | Sunshine Hunting                |              | KBS2 |
| 2003 | Comedy Town                     |              | SBS  |
| 2003 | Khăn tay vàng                   | Jo Sun-joo   | KBS1 |
| 2004 | Terms of Endearment             | Kang Eun-pah | KBS2 |
| 2004 | Once Upon A Time in High School | Eun-ju       | KBS2 |
| 2005 | Super Rookie                    | Lee Mi-ok    | MBC  |
| 2006 | Dr. Kkang                       | Kim Yoo-na   | MBC  |
| 2007 | Ma nữ Yuhee                     | Ma Yoo-hee   | SBS  |
| 2010 | Bad Guy                         | Moon Jae-in  | SBS  |
| 2012 | Mặt trăng ôm mặt trời           | Heo Yeon-woo | MBC  |

### Phim điện ảnh
| Năm  | Tựa đề                    | Vai                          |
| ---- | ------------------------- | ---------------------------- |
| 2004 | Tinh thần Triệt Quyền Đạo | Eun-joo                      |
| 2012 | Architecture 101          | Yang Seo-yeon (trưởng thành) |

## Music video
| Năm  | Tựa đề                 | Nghệ sĩ    |
| ---- | ---------------------- | ---------- |
| 2005 | "Only Wind, Only Wind" | SG Wannabe |

## Giải thưởng
| Năm  | Giải                             | Hạng mục                                      | Phim                            | Kết quả   | Chú thích |
| ---- | -------------------------------- | --------------------------------------------- | ------------------------------- | --------- | --------- |
| 2003 | KBS Drama Awards                 | Best New Actress                              | Khăn tay vàng                   | Đoạt giải |           |
| 2004 | Baeksang Arts Awards             | Popularity Award                              | Once Upon a Time in High School | Đoạt giải | [ 17 ]    |
| 2004 | Blue Dragon Film Awards          | Best New Actress                              | Once Upon a Time in High School | Đề cử     | [ 18 ]    |
| 2004 | Korean Film Awards               | Best New Actress                              | Once Upon a Time in High School | Đề cử     |           |
| 2004 | KBS Drama Awards                 | Best Couple Award với Song Il-gook            | Terms of Endearment             | Đoạt giải | [ 19 ]    |
| 2004 | KBS Drama Awards                 | Excellence Award, Actress                     | Terms of Endearment             | Đoạt giải | [ 19 ]    |
| 2005 | MBC Drama Awards                 | Excellence Award, Actress                     | Super Rookie                    | Đoạt giải |           |
| 2012 | Seoul International Drama Awards | Outstanding Korean Actress                    | Mặt trăng ôm mặt trời           | Đề cử     |           |
| 2012 | MBC Drama Awards                 | Top Excellence Award, Actress in a Miniseries | Mặt trăng ôm mặt trời           | Đoạt giải |           |